# Urpín
Az Urpín egy hegy Szlovákiában, Besztercebánya városában, közvetlenül az óváros felett, a Garam bal partján. Viszonylag alacsony, 510 méteres tengerszint feletti magassága ellenére dominálja a városképet, tekintettel arra, hogy közvetlenül a városközpont szomszédságában áll. A hegytetőről kitűnő a kilátás a Garam vízgyűjtő területére, a közeli Zólyom városára, illetve az Alacsony-Tátra és a Nagy-Fátra vonulataira. Csúcsa Besztercebánya központjáról több túraútvonalon keresztül is elérhető. A hegyen számos történelmi emlék található, melyek összefüggésben vannak a város történetével. A túlnyomórészt erdő borította hegyen változatos flóra és fauna alakult ki.

## Természetrajza

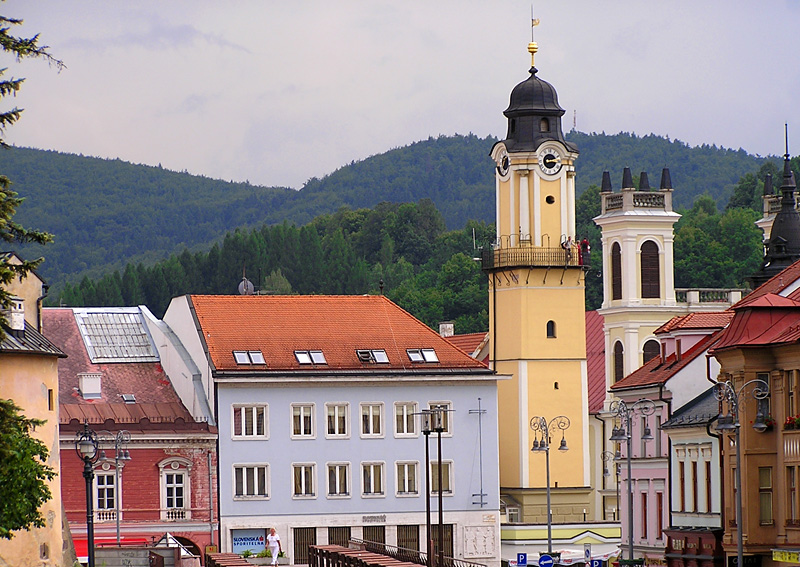
A két csúcs, az Urpin és a Vartovka az óratorony mögött

Az Urpínt szinte teljes egészében bükkerdő borítja, ezenkívül fenyő, juhar és hárs is található rajta. A hegytető vegetációja az erdős sztyepp öv jellegzetességeit bírja. Annak ellenére, hogy egy nagyváros épült fel a közvetlen szomszédságában, az Urpín 35 veszélyeztetett állatfaj és számos ritka növényfaj otthona. A pókszabásúak 280 fajjal vannak jelen. A hársfákat, szám szerint 64-et, még a XIX. században ültették egy sétány részeként, mára pedig a helyi ökoszisztéma részévé váltak. 1997-ben 5 hektáros területet nyilvánítottak rajta természetvédelmi területté.

## Történelme

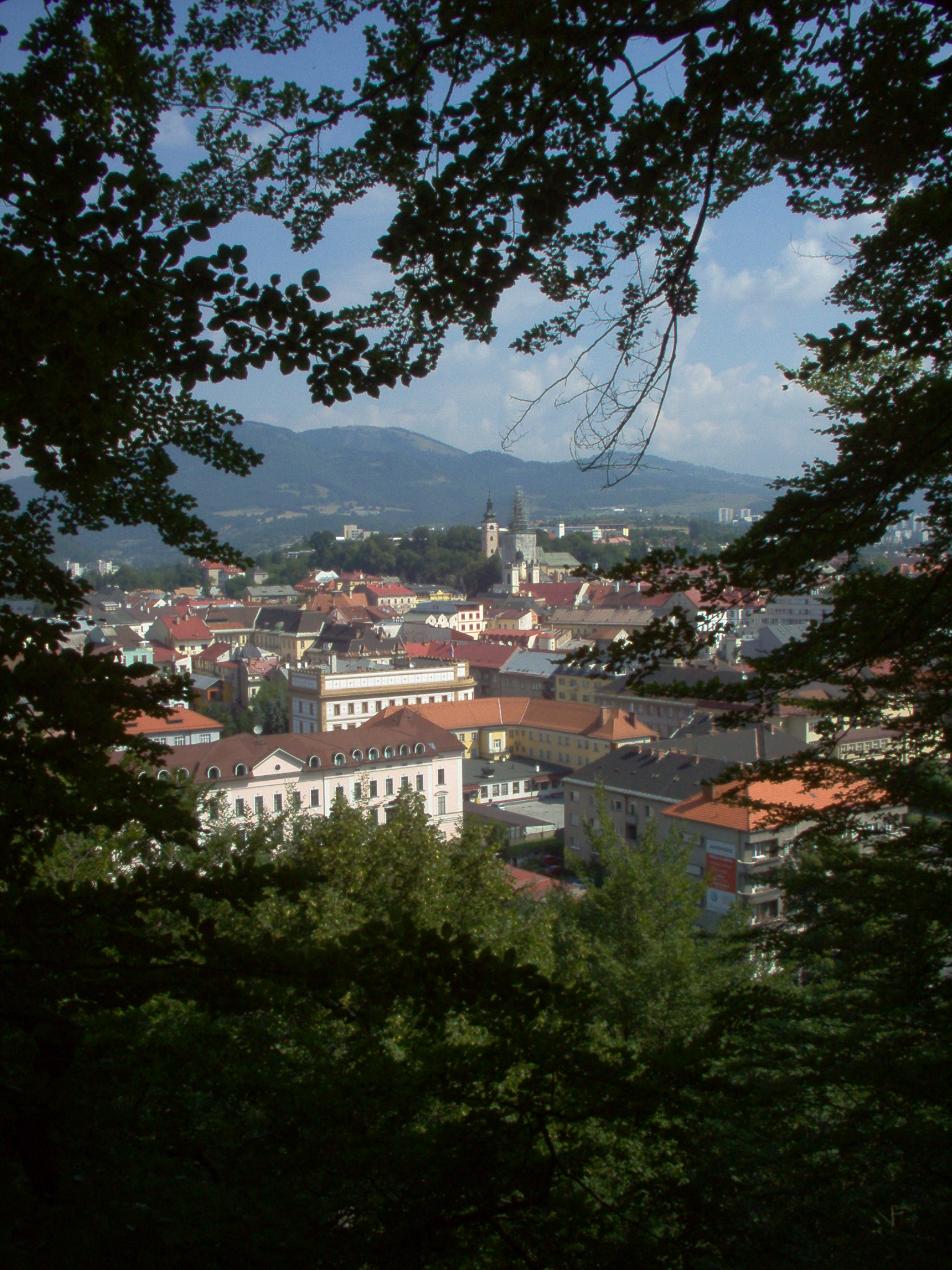
Besztercebánya a hegyről nézve

Az Oszmán Birodalom észak felé történő terjeszkedése során a XVI. században a gazdag bányaváros, Besztercebánya is veszélybe került, ugyanis ebben az időben Európa egyik legnagyobb rézbányája volt itt. A veszélyt érezvén a városlakók megerősítették a védelmet. Hogy a közeledő ellenséget minél hamarabb észrevegyék, az Urpín csúcsára 1587-ben egy őrtornyot építettek. Az őrtorony szlovák neve (vartovka) után kapta a nevét a hegy melletti másik csúcs, mely a mai radványi vasútállomás felett húzódik. A legenda szerint az őrtornyot egy titkos földalatti járat kötötte össze a várossal, a Garam alatt. Miután a második világháború harcaiban súlyosan megsérült, a tornyot obszervatóriumként állították helyre.
A hegy másik történeti emléke a kálvária. Noha Besztercebánya a katolikus Habsburg Birodalom része volt a XVII. században, maga a város szinte teljes egészében protestáns vallású volt. Az államilag támogatott ellenreformáció jegyében jezsuiták érkeztek Besztercebányára 1648-ban. Ők alapítottak 1689-ben az Urpínon zarándokhelyet, majd 1713-ban templom épült a hegycsúcson. Az odavezető keresztutat a következő évben nyitották meg, az egyes stációknál szentélyeket állítva fel. A templom belsejében egy zászlót állítottak fel, melyet több mint egy kiló ezüsttel díszítettek. Mind a templomot, mind a szentélyeket felújították 2007-ben, előbbi egy új, 80 kg-os harangot is kapott. 2008-ban egy kisméretű kolostort is építettek mellé, amit 2008. szeptember 28-án szentelt fel a besztercebányai püspök. A templomot a Szent Keresztnek ajánlották, nagyböjt idején pedig minden héten végigjárják a kálváriát.
Az Urpín kedvelt pihenőhely is. A csúcsra vezető utakon közvilágítást is kiépítettek. Az 1960-as években minden vasárnap délután dixieland zenekarok kezdtek el játszani a hegytetőn, ami vonzotta a szórakozásra vágyó közönséget.
Mint Besztercebánya jellegzetessége, számos dolog névadója is egyben, így a helyi sörnek, az Urpinernek, a Hotel Urpínnak, és az Urpín folklórkörnek. Hajdanán a Budapesttől Zsolna városáig közlekedő Urpín nemzetközi gyorsvonat is a hegyről kapta a nevét.

## Forráshivatkozások
1. ↑  Kubišová, Dana (2003. október 1.). „Urpín = odveký strážca mesta”. Bystrický Permon 1 (3), 12. o.
2. ↑  a.s, Petit Press: Mineral and political wealth of Banská Bystrica mining region has flown (angol nyelven). spectator.sme.sk, 2002. július 8. (Hozzáférés: 2022. július 25.)
3. ↑  Chromek, Igor (2003. október 1.). „Vartovka - história a súčasnosť”. Bystrický Permon 1 (3), 1–11. o.
4. ↑  Baláž, Ján (2003. október 1.). „Kalvária - Kaplnka Božieho hrobu na Urpíne”. Bystrický Permon 1 (3), 1–10. o.
5. ↑  Katedrála Banská Bystrica - oficiálne stránky banskobystrickej diecézy
6. ↑  Banskobystrický pivovar. [2011. július 20-i dátummal az eredetiből archiválva]. (Hozzáférés: 2007. december 18.)
7. ↑  Urpin City Residence. (Hozzáférés: 2007. december 18.)
8. ↑  Folklorny subor URPIN (szlovák nyelven). (Hozzáférés: 2007. december 18.)

## Fordítás
Ez a szócikk részben vagy egészben  az   Urpín című angol Wikipédia-szócikk ezen változatának fordításán alapul.  Az eredeti cikk szerkesztőit annak laptörténete sorolja fel. Ez a jelzés csupán a megfogalmazás eredetét és a szerzői jogokat jelzi, nem szolgál a cikkben szereplő információk forrásmegjelöléseként.